# رالف ماورر
رالف ماورر (انگلیسی: Rolf Maurer؛ زادهٔ ۱۶ آوریل ۱۹۳۸) دوچرخه‌سوار اهل سوئیس است.